# Hōki (Tottori)
Hōki (jap. 日吉津村 Hōki-chō) – miasto w Japonii, na wyspie Honsiu, w prefekturze Tottori. Według danych na rok 2020 miejscowość zamieszkiwało 10 696 mieszkańców , a gęstość zaludnienia wyniosła 76,7 os./km².